# Velódromo de Ciudad Lineal
El velódromo de Ciudad Lineal fue un recinto polideportivo situado a la altura del actual número 105 de la calle Arturo Soria (barrio de San Juan Bautista), dentro del proyecto urbanístico de la Ciudad Lineal de Madrid, y llegó a ser considerado por la prensa del momento como uno de los mejores de Europa de su época. Fue la sede oficial de la Escuela Española de Educación Física y en él se celebraron varios campeonatos de España de ciclismo. También fue la cancha de diferentes clubs de fútbol.

## Historia
Ideado por el propio Arturo Soria, se encontraba en la manzana 87 del proyecto de la Ciudad Lineal (luego calle Arturo Soria, en el tramo limitado por las calles Ramírez de Arellano, Duque de Tamames y Agastia), y fue estrenado el 23 de marzo de 1910, con el vuelo y aterrizaje, a las 16:45 horas, de un Blériot XI, el primer modelo que sobrevoló el cielo de Madrid. Más tarde tuvo lugar la inauguración oficial, el 3 de julio de ese año.

## Descripción
Su construcción, dirigida por Ricardo Ruiz Ferry, siguió el modelo del velódromo de Genas, junto a Lyon. Disponía de una pista peraltada elíptica de 6,5 metros de ancho, para bicicletas y motocicletas, circunvalando una para atletismo de 5 metros y un campo de fútbol en el centro de 90x50 metros. El público ocupaba una línea de butacas sobre la que se construyeron cinco gradas y otra sección de butacas en la línea de meta presididas por unos palcos. El polideportivo disponía asimismo de instalaciones para lo deportistas y el personal (quince vestuarios, 12 individuales, uno colectiva y una cabina de hidroterapia para los corredores), además de un garaje para bicicletas y motos del público.

## De velódromo a campo de fútbol
En julio de 1922, la prensa madrileña anunció el traslado del Real Madrid C. F., tras abandonar su antiguo Estadio de O'Donnell, a un nuevo campo arrendado en la Ciudad Lineal, y como resultado de las obras de reforma que en el antiguo velódromo –ocupado hasta ese momento por la Sociedad de Cultura de la Ciudad Lineal– llevó a cabo el arquitecto José María Castell. El nuevo campo de juego, el primero de hierba del equipo madridista contaba con unas dimensiones de 108 por 63 metros. Se habían instalado nuevas gradas ocupando la pista de atletismo pero se mantuvo el velódromo para carreras de motos y bicicletas. También se había traído de O'Donnell la tribuna de preferencia del club y se construyeron tribunas para autoridades como la Familia Real, con tres filas de asiento y dos posteriores para espectadores, prensa y algunos palcos privados, y una entrada general de 20 filas de asientos. Para los equipos y el trío arbitral se construyó una caseta con tres habitáculos, lavabos y duchas.
La inauguración tuvo lugar el 29 de abril de 1923 a las 16:00 con un partido que enfrentaba al Real Madrid con el Real Unión de Irún. El partido fue arbitrado por Luis Colina y, como curiosidad, los jueces de línea fueron dos madridistas, el veterano Ricardo Rocamora y el novel José María Muñagorri. Asistieron 14.000 espectadores. El Infante don Juan acudió con sus hermanos don Jaime y don Gonzalo, siendo el primero de ellos el encargado de hacer el saque de honor. El primer gol de la historia lo consiguió José María Úbeda tras la asistencia de Santiago Bernabéu y Úbeda fue también el encargado de poner el 2-0 definitivo.
El recinto estaba ubicado lejos del centro de la ciudad y no muy bien comunicado con apenas un par de líneas de tranvía que para colmo no eran directas. Tras el breve paso del equipo madridista, que en 1924 se trasladó al primigenio estadio de Chamartín, el lugar quedó libre hasta que en 1931 lo adquirió la Compañía de Seguros Plus Ultra, como campo oficial del mítico y olvidado Plus Ultra CF, el mismo que el 1 de abril de 1966 pasó a llamarse Estadio Antonio Borrachero (en honor del presidente fallecido unas semanas antes), hasta 1973, año en que el viejo Plus Ultra se convirtió en el Castilla y a jugar en la Ciudad Deportiva del Real Madrid.

## Eventos
- Campeonato de España de velocidad: 1923, 1925 y 1942
- Campeonato de España de medio fondo tras moto stayer: 1923
- Campeonato de España de medio fondo tras moto comercial: 1942